# مقاطعة بيستريتا-ناسود
مقاطعة بيستريتا-ناسود (بالإنجليزية: Bistrița-Năsăud County)‏ هي مقاطعة في رومانيا، تتبع رومانيا، بلغ عدد سكانها 223٬527 نسمة، في 1930، عاصمتها بيستريتسا، تبلغ مساحتها 5٬355 كيلومتر مربع.

## التقسيمات الإدارية
- Budești, Bistrița-Năsăud [الإنجليزية]‏
- Căianu Mic [الإنجليزية]‏
- Cetate, Bistrița-Năsăud [الإنجليزية]‏
- Ciceu-Giurgești [الإنجليزية]‏
- Chiochiș [الإنجليزية]‏
- Chiuza [الإنجليزية]‏
- Coșbuc, Bistrița-Năsăud [الإنجليزية]‏
- Dumitra [الإنجليزية]‏
- Feldru [الإنجليزية]‏
- Galații Bistriței [الإنجليزية]‏
- Ilva Mare [الإنجليزية]‏
- Ilva Mică [الإنجليزية]‏
- Josenii Bârgăului [الإنجليزية]‏
- Lechința [الإنجليزية]‏
- Leșu [الإنجليزية]‏
- Livezile, Bistrița-Năsăud [الإنجليزية]‏
- Lunca Ilvei [الإنجليزية]‏
- Maieru [الإنجليزية]‏
- Matei, Bistrița-Năsăud [الإنجليزية]‏
- Măgura Ilvei [الإنجليزية]‏
- Mărișelu [الإنجليزية]‏
- Miceștii de Câmpie [الإنجليزية]‏
- Milaș [الإنجليزية]‏
- Monor, Bistrița-Năsăud [الإنجليزية]‏
- Nimigea [الإنجليزية]‏
- Nușeni [الإنجليزية]‏
- Parva, Bistrița-Năsăud [الإنجليزية]‏
- Petru Rareș, Bistrița-Năsăud [الإنجليزية]‏
- Prundu Bârgăului [الإنجليزية]‏
- Rebra [الإنجليزية]‏
- Rebrișoara [الإنجليزية]‏
- Rodna [الإنجليزية]‏
- Romuli [الإنجليزية]‏
- Salva, Bistrița-Năsăud [الإنجليزية]‏
- Silivașu de Câmpie [الإنجليزية]‏
- Sânmihaiu de Câmpie [الإنجليزية]‏
- Spermezeu [الإنجليزية]‏
- Șanț [الإنجليزية]‏
- Șieu, Bistrița-Năsăud [الإنجليزية]‏
- Șieu-Măgheruș [الإنجليزية]‏
- Șieu-Odorhei [الإنجليزية]‏
- Șieuț [الإنجليزية]‏
- Șintereag [الإنجليزية]‏
- Teaca [الإنجليزية]‏
- Telciu [الإنجليزية]‏
- Tiha Bârgăului [الإنجليزية]‏
- Târlișua [الإنجليزية]‏
- Uriu [الإنجليزية]‏
- Urmeniș [الإنجليزية]‏
- Zagra, Bistrița-Năsăud [الإنجليزية]‏
- Negrilești, Bistrița-Năsăud [الإنجليزية]‏
- Dumitrița [الإنجليزية]‏
- Poiana Ilvei [الإنجليزية]‏
- Runcu Salvei [الإنجليزية]‏
- Ciceu-Mihăiești [الإنجليزية]‏
- بيستريتسا
- Beclean [الإنجليزية]‏
- Năsăud [الإنجليزية]‏
- Sângeorz-Băi [الإنجليزية]‏
- Bistrița Bârgăului [الإنجليزية]‏
- Braniștea, Bistrița-Năsăud [الإنجليزية]‏
- Budacu de Jos [الإنجليزية]‏.

## أعلام
- ميهالي دايفيد